# ماثيو روبنسون (متزلج على الثلوج)
ماثيو روبنسون (بالإنجليزية: Matthew Robinson)‏ هو متزلج على الثلوج أسترالي، ولد في 24 أكتوبر 1985، وتوفي في 21 فبراير 2014 في الكويت بسبب توقف القلب.